# Emil Adolf Roßmäßler
Emil Adolf Roßmäßler (aussi Emil Adolph Roßmäßler ; né le 3 mars 1806 à Leipzig et mort le 8 avril 1867 dans la même ville) est un naturaliste, homme politique et écrivain folklorique saxon. Il est l'un des pionniers de la vulgarisation scientifique dans les états allemands et est considéré comme le "père de l'aquariophilie allemande" car il a popularisé les soins aux poissons et aux plantes dans les années 1850 à travers de nombreux essais et livres. Son abréviation officielle d'auteur botanique est "Rossm"

## Biographie
Roßmäßler est l'aîné des six enfants du graveur sur cuivre Johann Adolf Rossmäßler (de) (1770-1821) et de sa femme Amalia, née Klug. Son père éveille son intérêt pour la nature et le dessin. Ses parents sont morts jeunes; il dépend du soutien de ses proches et d'un revenu d'appoint grâce à des travaux auxiliaires.
En 1825, il entreprend des études de théologie à l'université de Leipzig ; sa matière de prédilection, la médecine, parait trop chère à son oncle et tuteur. Au cours de ses études, il s'occupe aussi beaucoup de botanique. Cela est possible parce que le professeur responsable renonce aux frais de conférence. Il réussit si bien dans cette matière qu'il reçoit la formation botanique des apprentis pharmaciens en deuxième année d'études.
Après avoir terminé ses études en 1827, il dirige des excursions botaniques pour de jeunes pharmaciens puis va enseigner dans une école privée à Weida. Ici, il publie des ouvrages sur la floristique dans des magazines.
Roßmässler s'installe à Tharandt en 1830 et devient professeur de zoologie à l'Académie royale pour les forestiers et les agriculteurs (de) dirigée par Heinrich Cotta. Il s'occupe d'abord du charançon de l'épinette, qui détruit à l'époque les forêts autour de Tharandt. Deux ans plus tard, il publie son Systematische Übersicht des Tierreiches avec ses propres dessins. Il étudie également les mollusques terrestres et d'eau douce (en particulier les escargots). Il présente les résultats de ses voyages de recherche dans des articles spécialisés.
En 1835, il entreprend un voyage de recherche à Trieste, dans les montagnes karstiques et les Alpes. En 1837, il rencontre ses collègues chercheurs Alexander von Humboldt, Christian Leopold von Buch, Christian Gottfried Ehrenberg et les frères Gustav Rose et Heinrich Rose à Berlin. Parallèlement, il prend également en charge le département de minéralogie à l'académie forestière de Tharandt. Dans ce domaine aussi, il présente très tôt des travaux, comme vers 1840 Die Beiträge zur Versteinerungskunde.
En 1845, Roßmässler se convertit de la foi protestante à la foi germano-catholique. Il utilise ce mouvement religieux libre pour populariser une vision du monde dite naturelle basée sur Alexander von Humboldt.
Roßmässler est également politiquement actif. En 1848, il est membre du Comité des cinquante. Du 20 mai 1848 jusqu'à la fin du Parlement croupion, le 18 juin 1849, il est député de Pirna au Parlement de Francfort. Là, il appartient aux factions de gauche, d'abord au Deutscher Hof, plus tard au Nürnberger Hof. Depuis juillet 1848, il est membre de la commission des affaires religieuses et scolaires. Pour des raisons confessionnelles, il est vivement critiqué, ce qui déplait au gouvernement de l'époque. C'est pourquoi il demande à être mis à la retraite à l'été 1849. Il est acquitté d'une accusation de haute trahison. Plus tard, il obtient une place à la "table des criminels (de)" à Leipzig.

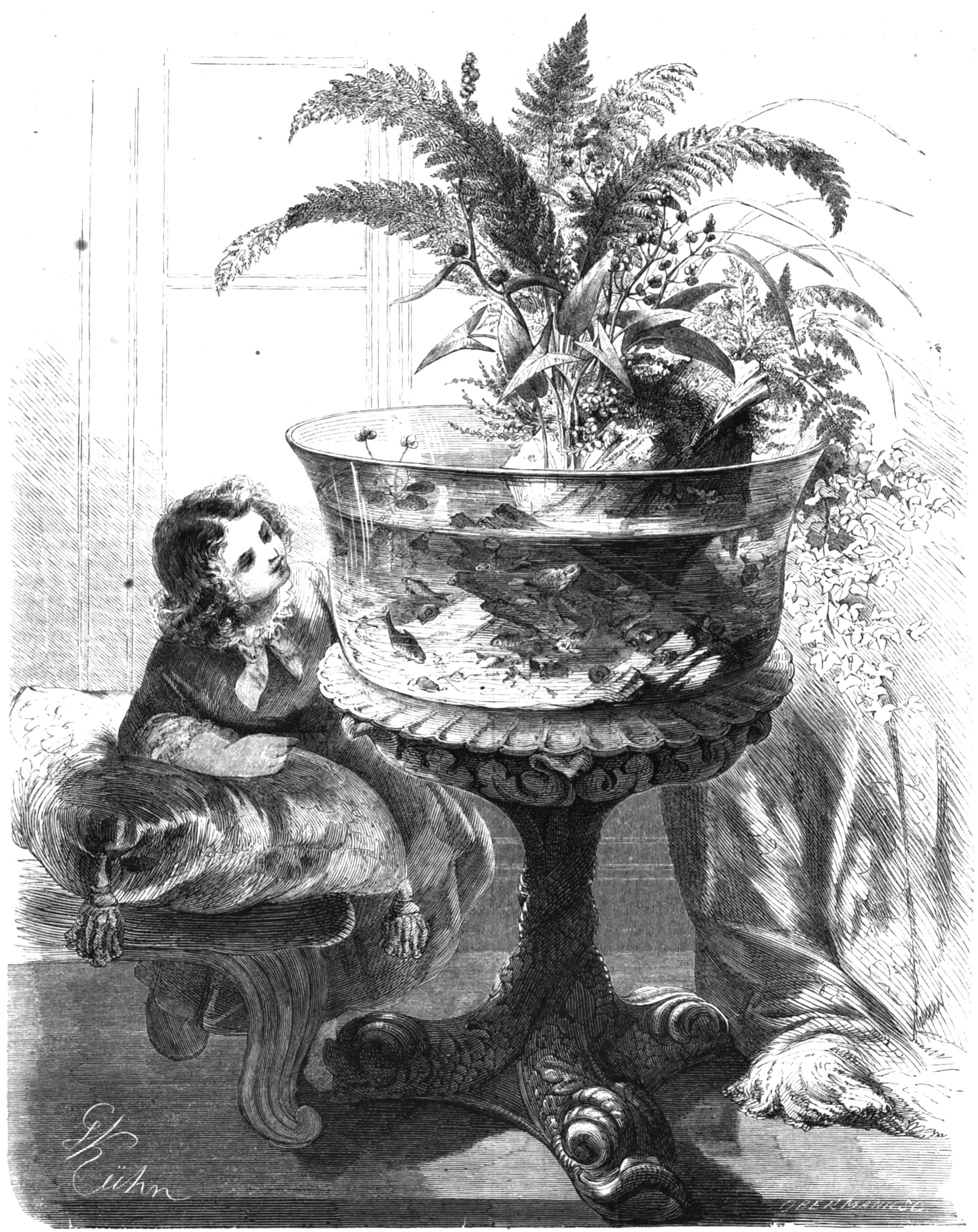
Illustration d'un aquarium de l'article de Roßmässler Der See im Glase (1856)

En 1850, Roßmässler retourne dans sa ville natale de Leipzig. Dès lors, il s'engage comme vulgarisateur scientifique et écrit de nombreux livres importants, en collaboration avec Alfred Brehm Die Tiere des Waldes. Certaines de ses conférences sont parues dans Mikroskopische Blicke. En 1854, il publie l'article Der Ocean auf dem Tische dans le populaire magazine familial Die Gartenlaube. Il s'intéresse à l'entretien des animaux marins, un loisir déjà populaire en Grande-Bretagne. L'objectif de Roßmäßler en publiant cet article est de mieux faire connaître les sciences naturelles au peuple. Mais il se rend vite compte qu'il est plus facile d'atteindre cet objectif avec un aquarium d'eau douce. Pour cette raison, l'article Der See im Glase suit rapidement dans le Gartenlaube, ce qui suscite tant de questions sur cette forme d'élevage qu'il publie son livre Das Süßwasseraquarium en 1857. Il y donne des instructions précises sur la façon de mettre en place et d'entretenir un tel aquarium. En plus du poisson rouge, il recommande particulièrement le vairon et le misgurnus. En 1862, il compile les arbres les plus importants des états allemands dans son ouvrage Der Wald.
Avec Otto Ule (de) et Karl Müller, il édite la revue Die Natur pendant trois ans. En 1859, il fonde sa propre revue scientifique populaire (Aus der Heimath) et lance des célébrations et des associations Humboldt à la mémoire d'Alexander von Humboldt.
Roßmaessler décède à Leipzig le 8 avril 1867. Il laisse quatre enfants, dont l'un vit, au moins temporairement, en Russie et l'autre en Amérique du Nord.
La fondation du Muséum d'histoire naturelle de Leipzig peut être attribuée à son initiative. Sa collection malacologique se trouve au Muséum d'histoire naturelle de Senckenberg.

## Honneurs
- Pour commémorer Roßmässler, les (Prof.-)Roßmäßler-Straße à Tharandt, Berlin, Dresde, Freital, Leipzig et Pirna portent son nom.
- Après l'inondation de 2002, un ancien "bâtiment Roßmässler" à Tharandt est démoli; un nouveau bâtiment de bibliothèque et de cantine construit en 2004/05 pour le Département des sciences forestières de la TU Dresden sur la Pienner Strasse à Tharandt porte désormais le nom de "Roßmäßler-Bau".
- Le genre végétal Rossmaesslera de la famille des Polémoniacées porte son nom[3].

## Publications
- 1832: Systematische Übersicht des Tierreiches
- 1835–1839: Iconographie der Land- und Süßwassermollusken (3 Bände)
- 1840: Die Beiträge zur Versteinerungskunde
- 1843: Das wichtigste vom inneren Bau und Leben der Gewächse
- 1849: Die deutsche Nationalversammlung in Stuttgart. Ein Tagebuch von einem Mitgliede derselben. Georg Egersdorff, Hechingen 1849  Digitalisat
- 1850–1853: Der Mensch im Spiegel der Natur (5 Bände)
- 1852: Populäre Vorlesungen aus dem Gebiet der Natur (2 Bände)
- 1854: Reiseerinnerungen aus Spanien (2 Bände)
- 1854: Der Ocean auf dem Tisch, Artikel in der Zeitschrift Die Gartenlaube
- 1854: Flora im Winterkleide
- 1856: Die vier Jahreszeiten mit 24 Vegetationsansichten
- 1856: Die Geschichte der Erde
- 1857: Das Süßwasseraquarium (online; Digitalisat und Volltext im Deutschen Textarchiv) (Faksimile-Nachdruck 1995,  (ISBN 3-927889-23-7))
- 1858: Das Wasser
- 1860: Der naturgeschichtliche Unterricht
- 1862: Der Wald (Digitalisat und Volltext im Deutschen Textarchiv)
- 1860: Der naturkundliche Unterricht – Gedanken und Vorschläge zu einer Umgestaltung desselben
- 1863–1868: Die Tiere des Waldes (2 Bände, zusammen mit Alfred Brehm)
- 1856–1859: Die Natur (Zeitschrift mit Otto Ule und Karl Müller)
- 1859–1866: Aus der Heimat (eigene Zeitschrift)
- 1868: Für freie Stunden
- Mikroskopische Blicke (Sammlung von Roßmäßlers Vorträgen)
- 1874: Mein Leben und Streben (Autobiografie, nach dem Tod des Verfassers herausgegeben von Karl Ruß)